# Junction Boulevard (Flushing Line)
Junction Boulevard is een station van de Metro van New York aan Flushing Line
Het station bevindt zich op de hoek van Junction Boulevard en Roosevelt Avenue. Het is gelegen in de wijk Queens. Het is geopend op 21 april 1917 en het eerstvolgende station in westelijke richting is 90th Street-Elmhurst Avenue. In oostelijke richting is dat 103rd Street-Corona Plaza.
Het station heeft twee eilandperrons voor 3 sporen. Het middelste spoor kan in beide richtingen door piekuurtreinen worden gebruikt.
Het station bevindt zich op een viaduct. De local en express dienst van metrolijn 7 doen het station aan.
Van west naar oost:
34th Street-Hudson Yards · 
Times Square-42nd Street · 
42nd Street / Fifth Avenue-Bryant Park · 
Grand Central-42nd Street · 
Vernon Boulevard-Jackson Avenue · 
Hunters Point Avenue · 
45th Road-Court House Square · 
Queensboro Plaza · 
33rd Street-Rawson Street · 
40th Street-Lowery Street · 
46th Street-Bliss Street · 
52nd Street-Lincoln Avenue · 
61st Street-Woodside · 
69th Street · 
Roosevelt Avenue / 74th Street · 
82nd Street-Jackson Heights · 
90th Street-Elmhurst Avenue · 
Junction Boulevard · 
103rd Street-Corona Plaza · 
111th Street · 
Mets-Willets Point · 
Flushing-Main Street